# Aurore Martin
Pour les articles homonymes, voir Martin.
Aurore Martin née à Oloron-Sainte-Marie le 3 janvier 1979, est une femme politique, militante du parti basque indépendantiste Batasuna. Un mandat d'arrêt européen a été émis en octobre 2010 à son encontre par la justice espagnole dans le cadre d'une enquête liées à des « faits de participation à une organisation terroriste, et terrorisme » à la suite d'apparitions publiques au sein de Batasuna, parti illégalisé en Espagne mais légal en France.
Cela a conduit à une tentative d'arrestation avortée en 2011, puis à son arrestation par la gendarmerie française le 1er novembre 2012 et à sa remise immédiate aux autorités judiciaires espagnoles. Elle est cependant libérée sous caution le 22 décembre 2012.
Aurore Martin était en 2012 la première citoyenne française extradée vers l'Espagne dans le cadre du conflit basque. Son procès a fait l'objet d'un retentissement médiatique considérable en Europe.[réf. nécessaire]

## Biographie
Née en 1979 à Oloron-Sainte-Marie (ville béarnaise limitrophe du Pays Basque), au sein d'une famille peu militante ne parlant pas le basque, Aurore Martin a été scolarisée dans une ikastola, école associative dans laquelle l'enseignement est dispensé en basque.
Elle s'engage progressivement en faveur de l'identité basque en participant à la vie associative et en établissant des maisons de jeunes (gaztetxe). Son engagement militant s'affirme progressivement ; après l'évasion d'un militant pro-basque du commissariat de Bayonne, elle est arrêtée en janvier 2003 pour association de malfaiteurs et incarcérée à Fleury-Mérogis, avant de bénéficier d'un non-lieu. Devant ce qu'elle considère comme une injustice, elle se radicalise en adhérant à Batasuna, parti défendant la création d'un État basque souverain et un projet de société très marqué à gauche.

## L'affaire Aurore Martin

### Émission d'un mandat d'arrêt européen
Le 13 octobre 2010, le tribunal central d'instruction no 5 à l'audience nationale de Madrid émet un mandat d'arrêt européen à son encontre, en vue de poursuites pénales pour des « faits de participation à une organisation terroriste, et terrorisme », commis en France et en Espagne en 2006 et 2007.
Il lui est précisément reproché « trois séries de faits :
 - des faits commis en Espagne, à Pampelune et à Alava, consistant en la participation, en qualité de membre du parti politique Batasuna, à des manifestations publiques qui se sont tenues les 24 mars et 26 avril 2006, 3 mars et 14 septembre 2007, ainsi que la rédaction d'un articule publié dans le journal Gara dans lequel elle se présente comme membre du parti Batasuna ;
 - des faits commis sur le territoire français, à Bayonne et à Ustaritz consistant en la participation à des manifestations publiques du parti Batasuna les 21 septembre 2006 et 28 janvier 2007 ;
 - des faits commis en Espagne, afférents à son inscription en qualité d'employée du EHAK (parti communiste des terres basques) depuis le 2 novembre 2006 et la réception le 17 février 2007 de deux virements de 12 000 euros chacun sur ses comptes personnels en provenance d'un compte bancaire ouvert à la « caja de ahorros de pensiones » de Barcelone dont le titulaire est le EHAK ».
Ces faits sont qualifiés de participation à une organisation terroriste et terrorisme par les autorités judiciaires requérantes et sont punissables d'une peine de douze ans d'emprisonnement en Espagne. 
En application des dispositions instituant le mandat d'arrêt européen, introduites en droit français à l'article 695-23 du code de procédure pénale, les faits relevant de certaines incriminations, dont le terrorisme, punissables de plus de trois années d'emprisonnement par l'État émetteur du mandat, n'ont pas à faire l'objet d'un contrôle dit de la double incrimination visant à vérifier qu'ils sont répréhensibles à la fois dans l'État émetteur et dans l'État chargé d'exécuter le mandat .

### Participation à Batasuna
Ce mandat d'arrêt européen fonde ainsi sa remise aux autorités espagnoles sur le fait qu'elle milite activement au sein du mouvement indépendantiste basque Batasuna. Cette organisation a été déclarée illégale en Espagne du fait de ses liens avec Euskadi ta Askatasuna (ETA)  et ne dispose pas d'existence juridique en France. Batasuna apparaissait jusqu'en 2009 sur la liste officielle des organisations terroristes de l'Union européenne, mais n'y figure plus depuis 2010.

### Passage dans la clandestinité
Le 21 décembre 2010, à la suite du rejet de ses recours devant la justice française contre l'exécution du mandat d'arrêt européen, Aurore Martin annonce par communiqué qu'elle décide de se cacher pour échapper à une arrestation et à un transfert vers l'Espagne. Depuis la clandestinité, elle annonce dans une lettre adressée au Journal du Pays basque (Euskal Herriko Gazeta) qu'elle est candidate aux élections cantonales de mars 2011 dans le canton de Tardets-Sorholus dans les Pyrénées-Atlantiques, sous l'étiquette d'Euskal Herria Bai (Pays basque Oui), en tant que suppléante de Gilen Iriart.
Le 3 juin 2011, Aurore Martin explique dans un entretien accordé au Journal du Pays basque et à Mediapart son désir de « recommencer une vie publique normale ». Le 18 juin 2011, à l'occasion d'un colloque sur le thème du mandat européen qui se tient à Biarritz, elle sort de la clandestinité.

### Première tentative avortée, puis arrestation et remise à l'Espagne
Le 21 juin 2011, lors d'une tentative d'arrestation par la police française, rue des Basques à Bayonne, des militants et sympathisants de la gauche abertzale empêchent son arrestation au cours d'une confrontation musclée avec la police. Après cet échec, le ministre français de l'Intérieur, Claude Guéant réaffirme que « cette dame est sous le coup d'un mandat d'arrêt européen. Il est du devoir de la police française de mettre en œuvre ce mandat d'arrêt. Et il sera mis en œuvre ». 
Aurore Martin est finalement arrêtée par les gendarmes à Mauléon-Licharre (Pyrénées-Atlantiques) le 1er novembre 2012 au cours d'un contrôle routier, puis remise aux autorités judiciaires espagnoles. Des élus locaux protestent contre ce transfert en affirmant « que les faits visés par l'Espagne ne sont pas répréhensibles en France ».
Le 2 novembre 2012, après sa remise à l'Espagne, le mouvement Batasuna accuse publiquement le ministre de l'intérieur français Manuel Valls d'avoir rompu un « accord tacite avec les nationalistes basques » et d'être « un simple relais de Madrid à Paris ».

### Libération
Elle est libérée le 22 décembre 2012, avec le versement d'une caution de 15 000 euros, payée notamment grâce à des collectes de fonds organisées par Batasuna. Aurore Martin devra, en outre, se présenter entre le 1er et le 5 de chaque mois devant la justice espagnole, sans que cette disposition ne l'oblige à vivre en Espagne.
Le 13 janvier 2016, l'Espagne renonce à toutes ses poursuites et amnistie Aurore Martin de sa peine d'un an et huit mois de prison. En effet, en vertu d'un accord judiciaire entre l'État et 35 indépendantistes inculpés, ils sont libérés sans peine après avoir reconnu leur « délit de participation à une organisation terroriste » et signé un « engagement à renoncer à toute activité en lien avec l'usage de la violence, en souhaitant que cette reconnaissance contribue à la réparation des dommages et souffrances qui ont été causés aux victimes du terrorisme ».